# Carlos Costa
Carlos Costa (Barcellona, 22 aprile 1968) è un allenatore di tennis ed ex tennista spagnolo.

## Carriera
Ottenne il suo best ranking in singolare il 18 maggio 1992 con la 10ª posizione mentre nel doppio divenne il 18 settembre 1989, il 40º del ranking ATP.
È stato uno dei maggiori specialisti della terra rossa tanto che tutti i tornei da lui vinti si sono svolti su questa superficie. In singolare ha vinto sei tornei del circuito ATP, tra cui il Torneo Godó che si svolgeva nella sua città natale: Barcellona. Nel 1992 ha raggiunto la finale degli Internazionali d'Italia venendo però superato in tre set dallo statunitense Jim Courier.
In doppio ha vinto cinque tornei ATP, tre dei quali in coppia con il connazionale Tomás Carbonell.
Ha fatto parte della squadra spagnola di Coppa Davis dal 1992 al 1997 con un bilancio di sei vittorie e cinque sconfitte.

## Statistiche

### Singolare

#### Vittorie (6)
| Legenda                                                      |
| Grande Slam (0)                                              |
| ATP Tour World Championships / Tennis Masters Cup (0)        |
| ATP Super 9 / Tennis Masters Series (0)                      |
| ATP Championships Series / ATP International Series Gold (1) |
| ATP World Series / ATP International Series (5)              |

| Numero | Data            | Torneo                                             | Superficie  | Avversario in finale | Punteggio        |
| 1.     | 30 marzo 1992   | Estoril Open, Estoril                              | Terra rossa | Sergi Bruguera       | 4-6, 6-2, 6-2    |
| 2.     | 6 aprile 1992   | Torneo Godó, Barcellona                            | Terra rossa | Magnus Gustafsson    | 6-4, 7–6(3), 6-4 |
| 3.     | 28 luglio 1993  | Dutch Open, Hilversum                              | Terra rossa | Magnus Gustafsson    | 6-1, 6-2, 6-3    |
| 4.     | 8 novembre 1993 | ATP Buenos Aires, Buenos Aires                     | Terra rossa | Alberto Berasategui  | 3-6, 6-1, 6-4    |
| 5.     | 28 marzo 1994   | Estoril Open, Estoril                              | Terra rossa | Andrij Medvedjev     | 4-6, 7-5, 6-4    |
| 6.     | 8 agosto 1994   | Internazionali di Tennis di San Marino, San Marino | Terra rossa | Oliver Gross         | 6-1, 6-3         |

| Legenda tornei minori |
| Challenger (7)        |
| Futures (0)           |

| Numero | Data              | Torneo                                 | Superficie      | Avversario in finale  | Punteggio |
| 1.     | 2 aprile 1990     | Zaragoza Challenger 1990, Saragozza    | Terra rossa (i) | Francesco Cancellotti | 6-3, 6-4  |
| 2.     | 2 settembre 1991  | Venice Challenger 1991, Venezia        | Terra rossa     | Alberto Mancini       | 6-3, 7-5  |
| 3.     | 30 settembre 1991 | Siracusa Challenger 1991, Siracusa     | Terra rossa     | Stefano Pescosolido   | 6-3, 7-6  |
| 4.     | 14 agosto 1995    | S Tennis Masters Challenger 1995, Graz | Terra rossa     | Jiří Novák            | 6-4, 6-3  |
| 5.     | 31 marzo 1997     | Open Barletta 1997, Barletta           | Terra rossa     | Davide Sanguinetti    | 6-3, 6-2  |
| 6.     | 6 ottobre 1997    | Barcelona Challenger 1997, Barcellona  | Terra rossa     | Juan Antonio Marín    | 6-1, 6-4  |
| 7.     | 17 agosto 1998    | S Tennis Masters Challenger 1998, Graz | Terra rossa     | Albert Portas         | 7-5, 7-6  |

#### Sconfitte in finale (7)
| Numero | Data             | Torneo                                     | Superficie  | Avversario in finale | Punteggio        |
| 1.     | 27 aprile 1992   | Madrid Tennis Grand Prix, Madrid           | Terra rossa | Sergi Bruguera       | 6(6)–7, 2-6, 2-6 |
| 2.     | 11 maggio 1992   | Internazionali d'Italia, Roma              | Terra rossa | Jim Courier          | 6(3)–7, 0-6, 4-6 |
| 3.     | 22 febbraio 1993 | Abierto Mexicano Telcel, Città del Messico | Terra rossa | Thomas Muster        | 2-6, 4-6         |
| 4.     | 4 aprile 1994    | Torneo Godó, Barcellona                    | Terra rossa | Richard Krajicek     | 4-6, 6(6)–7, 2-6 |
| 5.     | 12 giugno 1995   | Oporto Open, Porto                         | Terra rossa | Alberto Berasategui  | 6-3, 3-6, 4-6    |
| 6.     | 21 agosto 1995   | Croatia Open Umag, Umago                   | Terra rossa | Thomas Muster        | 6-3, 6(5)–7, 4-6 |
| 7.     | 17 giugno 1996   | ATP Bologna Outdoor, Bologna               | Terra rossa | Alberto Berasategui  | 3-6, 4-6         |

### Doppio

#### Vittorie (5)
| Legenda                                                      |
| Grande Slam (0)                                              |
| ATP Tour World Championships / Tennis Masters Cup (0)        |
| ATP Super 9 / Tennis Masters Series (0)                      |
| ATP Championships Series / ATP International Series Gold (0) |
| ATP World Series / ATP International Series (5)              |

| Numero | Data              | Torneo                                             | Superficie  | Compagno        | Avversari in finale                | Punteggio     |
| 1.     | 7 novembre 1988   | ATP Buenos Aires, Buenos Aires                     | Terra rossa | Javier Sánchez  | Eduardo Bengoechea José Luis Clerc | 6-3, 3-6, 6-3 |
| 2.     | 11 settembre 1989 | Madrid Tennis Grand Prix, Madrid                   | Terra rossa | Tomás Carbonell | Francisco Clavet Tomáš Šmíd        | 7-5, 6-3      |
| 3.     | 29 luglio 1991    | Internazionali di Tennis di San Marino, San Marino | Terra rossa | Jordi Arrese    | Christian Miniussi Diego Pérez     | 6-3, 3-6, 6-3 |
| 4.     | 26 aprile 1993    | Madrid Tennis Grand Prix, Madrid                   | Terra rossa | Tomás Carbonell | Luke Jensen Scott Melville         | 7-6, 6-2      |
| 5.     | 8 novembre 1993   | ATP Buenos Aires, Buenos Aires                     | Terra rossa | Tomás Carbonell | Sergio Casal Emilio Sánchez        | 6-4, 6-4      |

| Legenda tornei minori |
| Challenger (5)        |
| Futures (0)           |

| Numero | Data           | Torneo                              | Superficie  | Compagno           | Avversari in finale             | Punteggio     |
| 1.     | 17 aprile 1989 | Oporto Challenger 1989, Porto       | Terra rossa | Tomás Carbonell    | Paul Haarhuis Denis Langaskens  | 6-4, 6-3      |
| 2.     | 24 aprile 1989 | Lisbon Challenger 1989, Lisbona     | Terra rossa | Tomás Carbonell    | Marcos Górriz Vicente Solves    | 6-4, 6-1      |
| 3.     | 12 giugno 1989 | Zaragoza Challenger 1989, Saragozza | Terra rossa | Carlos Di Laura    | Juan Carlos Báguena Borja Uribe | 4-6, 7-6, 7-5 |
| 4.     | 7 maggio 1990  | Ljubljana Challenger 1990, Lubiana  | Terra rossa | Francisco Roig     | Omar Camporese Mark Koevermans  | 6-7, 6-4, 6-4 |
| 5.     | 26 agosto 1991 | Merano Challenger 1991, Merano      | Terra rossa | Christian Miniussi | Josef Čihák Tomáš Anzari        | 6-3, 6-3      |

#### Sconfitte in finale (3)
| Numero | Data              | Torneo                                        | Superficie  | Compagno            | Avversari in finale               | Punteggio     |
| 1.     | 24 settembre 1990 | Campionati Internazionali di Sicilia, Palermo | Terra rossa | Horacio de la Peña  | Sergio Casal Emilio Sánchez       | 3-6, 4-6      |
| 2.     | 10 giugno 1991    | ATP Firenze, Firenze                          | Terra rossa | Juan Carlos Báguena | Ola Jonsson Magnus Larsson        | 6-3, 1-6, 1-6 |
| 3.     | 27 aprile 1992    | Madrid Tennis Grand Prix, Madrid              | Terra rossa | Francisco Clavet    | Patrick Galbraith Patrick McEnroe | 3-6, 2-6      |